# Соколовський сільський округ
Соколо́вський сільський округ (каз. Соколов ауылдық округі, рос. Соколовский сельский округ) — адміністративна одиниця у складі Кизилжарського району Північноказахстанської області Казахстану. Адміністративний центр та єдиний населений пункт — село Соколовка.
Населення — 2432 особи (2021; 2749 у 2009, 3773 у 1999, 4662 у 1989).
Станом на 1989 рік існувала Соколовська сільська рада (село Соколовка) колишнього Соколовського району.